# Anja Kowalski
Anja Kowalski (Schaarbeek, 19 mei 1971) is een Belgische zangeres, componiste en muziekpedagoog. Ze combineert elementen uit jazz, chanson, improvisatie en pop. 

## Levensloop
Anja Kowalski is de dochter van Duitse ouders. Haar moeder is van Berlijn, haar vader is afkomstig uit Kassel. Als kind volgde ze onderwijs in een Duitse school in Wezembeek-Oppem. Na haar middelbare studies, studeerde Kowalski gitaar in de Jazz Pop-studio te Antwerpen. Daarna ging ze naar het Koninklijk Conservatorium van Brussel waar ze een masterdiploma muziek met specialisatie zang/jazz en lichte muziek behaalde. Aan het Conservatorium van Luik studeerde ze improvisatie. In Lichtenberg volgde Kowalski de opleiding klankgeoriënteerd zingen.

## Muzikale carrière
Kowalski heeft haar eigen muziekprojecten Wolke, Zwiebel en Seven Stumbling Poets. Daarnaast is ze lid van het Okidoki Quartet, onder leiding van de Franse klarinettist en saxofonist Laurent Rochelle. Doorheen haar muzikale carrière heeft ze samengewerkt met muziekgroepen en muzikanten als Flat Earth Society, David Bovée, Theun Verbruggen, Bart Maris, Giovanni Barcella en Ben Sluijs.
Kowalski componeert en arrangeert muziek en schrijft liedteksten voor haar eigen projecten en koren (Shanti Shanti, Malinvoix). Ze nam ook deel aan diverse multidisciplinaire kunstprojecten, zoals de opera Heliogabal van Peter Vermeersch, muziektheaterproducties Larf in regie van Josse De Pauw, Le tango des centaures in regie van Ingrid von Wantoch Rekowski, Patatboum (2002) van theatergezelschap Laika, muziektheaterproducties voor kinderen Het muzikale huis (Cie E411), Doudou (Cie Pantalone) en het dansproject Drumming op live muziek van Steve Reich (met Ictus ensemble en danscompagnie Rosas).

## Discografie
| Jaar | Titel                                                              | Groep                          |
| ---- | ------------------------------------------------------------------ | ------------------------------ |
| 1999 | Live At The Beursschouwburg 1999                                   | Flat Earth Society             |
| 2000 | Bonk                                                               | Flat Earth Society             |
| 2001 | Trap                                                               | Flat Earth Society             |
| 2002 | Larf                                                               | Flat Earth Society             |
| 2022 | October'Oktobre                                                    | Peyskens & Van Hoeck           |
| 2003 | The Armstrong Mutations                                            | Flat Earth Society             |
| 2005 | Dö                                                                 | Purzelbaum Unlimited           |
| 2004 | Isms                                                               | Flat Earth Society             |
| 2014 | Call Sheets, Riders & Chicken Mushroom (Live Recordings 2000-2012) | Flat Earth Society             |
| 2016 | Si tu regardes                                                     | Okidoki Quartet                |
| 2015 | Wolke                                                              | Anja Kowalski                  |
| 2017 | Chansons Pour L'oreille Gauche                                     | Marc Sarrazy, Laurent Rochelle |
| 2019 | When OKI meets DOKI                                                | Okidoki Quartet                |
| 2023 | Au-delà des brumes                                                 | Okidoki Quartet                |